# Moulliebos-Daeleveld
Het Moulliebos-Daeleveld is een natuurgebied in de Vlaams-Brabantse gemeente Pepingen, gelegen ten zuiden van Bellingen.
Het betreft een bronbos op de flanken van een diep ingesneden beekdal met een soortenrijke plantengroei. In 2001 werd het beschermd als landschap.